# Avezzano Calcio

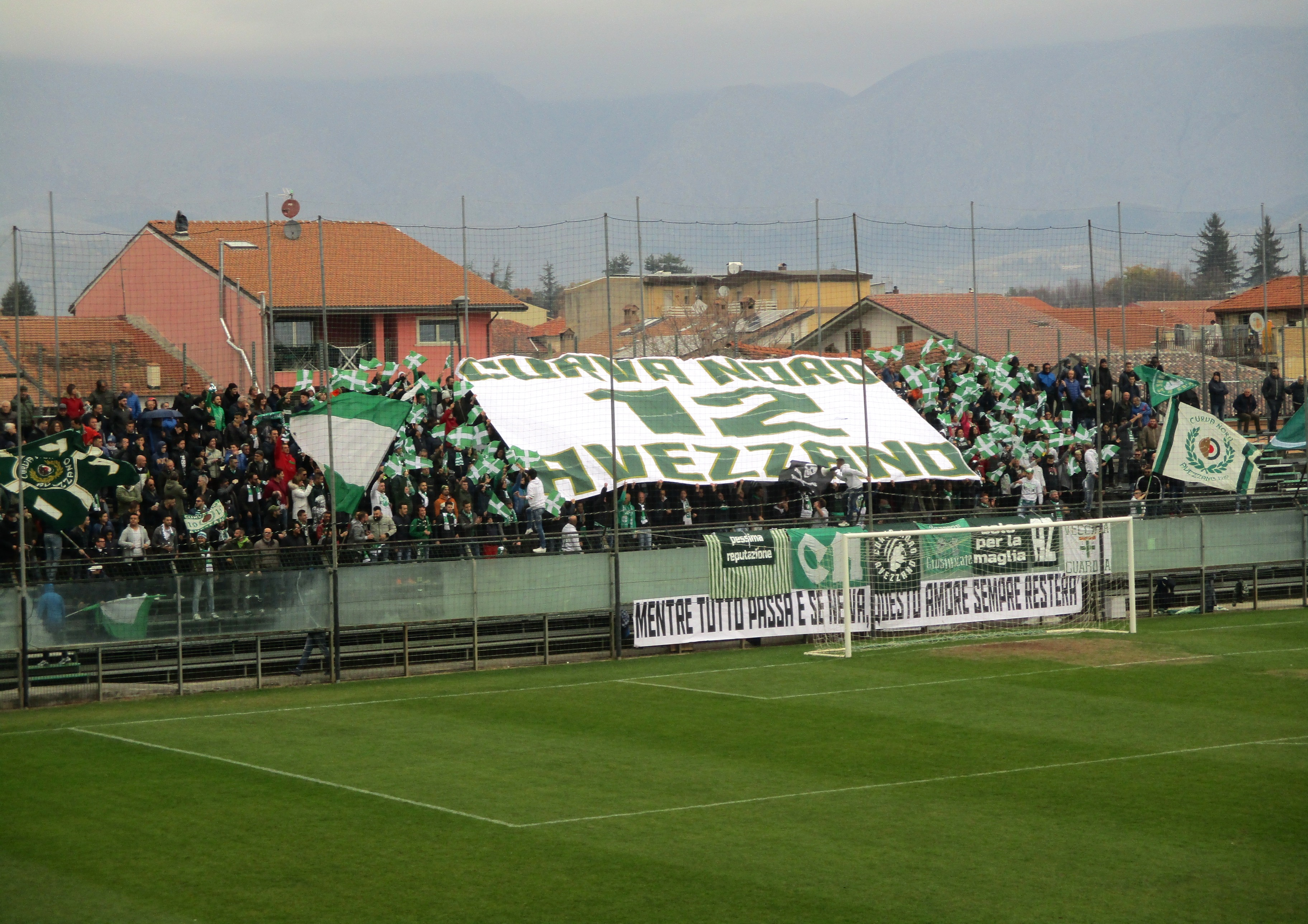
Nordkurve Avezzano

Avezzano Calcio 1919 ist ein italienischer Fußballverein aus der Stadt Avezzano in der Region Abruzzen. Der Verein wurde 1919 gegründet und spielt derzeit in der Serie D, der vierthöchsten Liga im italienischen Fußball.

## Geschichte
Avezzano Calcio wurde am 30. August 1919 ursprünglich als Forza e Coraggio Avezzano Football Club gegründet. Der Verein erlebte mehrere Neugründungen, zuletzt im Jahr 2009. In den 1990er Jahren erreichte Avezzano Calcio einige seiner größten Erfolge, darunter der Aufstieg in die Serie C1 in der Saison 1995/96.

## Erfolge
- Italienischer Pokal der Amateure: 1986/87
- Aufstieg in die Serie C1 (Gruppe C): 1995/96
- Meister der Serie D (Gruppe 8): 1990/91

## Stadion

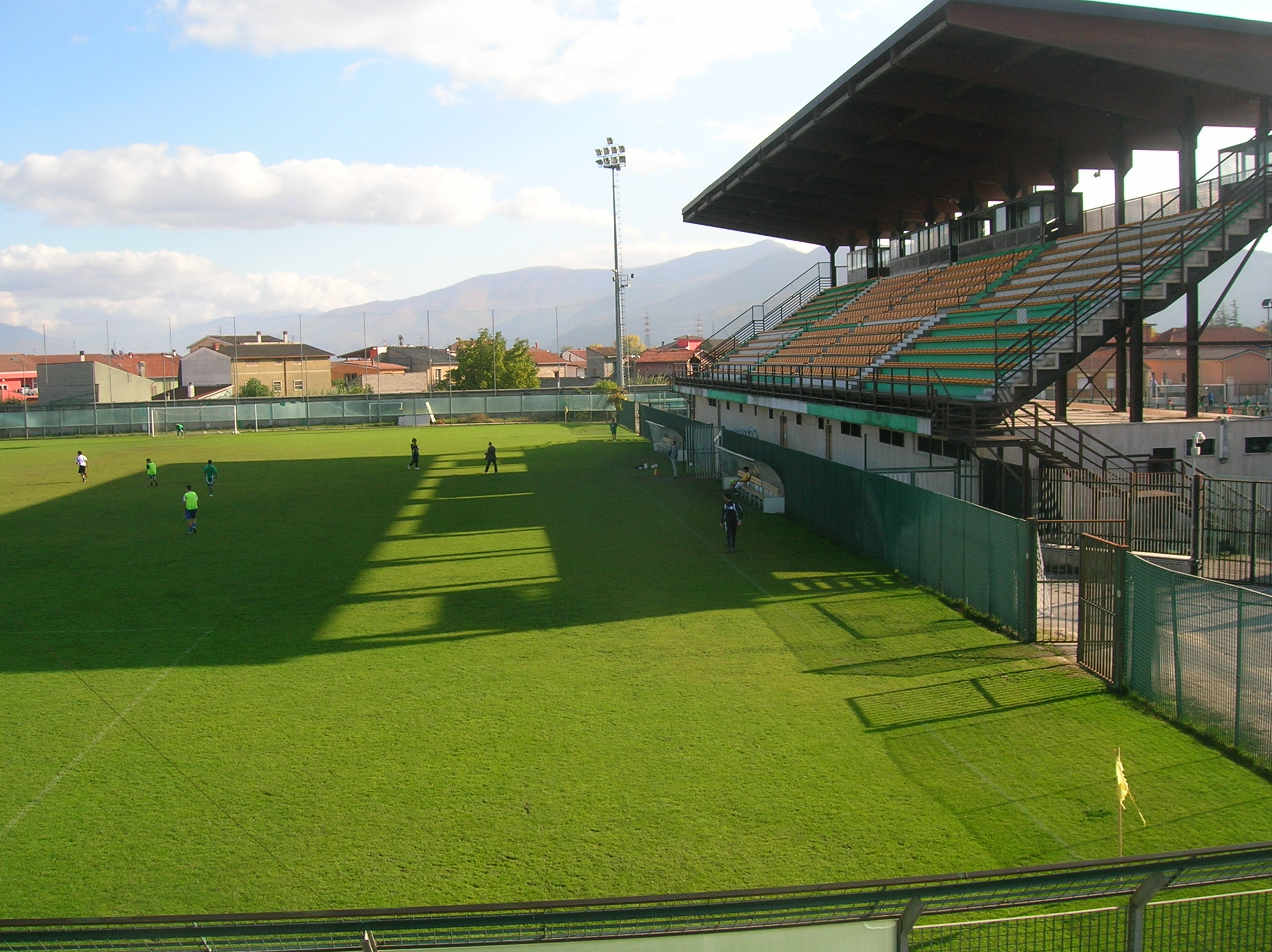
Stadio dei Marsi

Das Heimstadion des Vereins ist das Stadio dei Marsi-Sandro Cimarra, das eine Kapazität von 3692 Plätzen hat.

## Rivalitäten
Die größte Rivalität von Avezzano Calcio ist die mit L’Aquila Calcio, einem anderen Verein aus der Region Abruzzen.

## Ehemalige Spieler
- Giuseppe Pancaro – Ein Verteidiger, der unter anderem für Lazio Rom und AC Mailand spielte und dort nationale sowie internationale Wettbewerbe gewann.
- Francesco Rizzo – Ehemaliger Mittelfeldspieler, der unter anderem für Cagliari Calcio, Fiorentina und dem FC Genua aktiv war und Italien bei der Weltmeisterschaft 1966 vertrat.
- Sergio Floccari – Floccari war ein Stürmer, der für mehrere Vereine in der Serie A spielte, darunter Lazio, Atalanta Bergamo und Bologna
- Christian Manfredini – Manfredini war ein Flügelspieler, der unter anderem für Lazio Rom und Chievo Verona spielte und in verschiedenen italienischen Ligen aktiv war, aber auch kurzzeitig im Ausland für den CA Osasuna spielte.
- Marco Villa – Gebürtiger Düsseldorfer, ehemaliger deutscher Fußballspieler italienischer Abstammung, der unter anderem für Borussia Mönchengladbach spielte und neun Länderspiele für die deutsche U-21-Nationalmannschaft absolvierte.
- David Bettoni – Ein Mittelfeldspieler, der nach seiner Spielerkarriere als Trainer tätig war, unter anderem als Assistent bei Real Madrid und später als Cheftrainer (FC Sion in der Schweiz, Club Africain in Tunesien)
- Ogenyi Onazi – Ein Mittelfeldspieler, der unter anderem für Lazio Rom und den türkischen Verein Trabzonspor auflief und von 2012 bis 2018 Teil der nigerianische Nationalmannschaft war.